# Patrick Kunz
Patrick Kunz (* 18. März 1977 in Speyer) ist ein deutscher Politiker (Freie Wähler Rheinland-Pfalz). Er ist seit 2021 Abgeordneter des rheinland-pfälzischen Landtags.

## Leben und Beruf
Kunz wuchs in Schifferstadt auf, wo er heute noch wohnt. Dort besuchte er das Paul-von-Denis-Schulzentrum, das er 1993 mit der mittleren Reife verließ. Danach absolvierte er bis 1997 eine Ausbildung zum Prozessleitelektroniker bei der BASF und arbeitete dort ein Jahr lang als Betriebs-Chemie-Facharbeiter im Schichtdienst. Er leistete ab 1998 Grundwehrdienst bei der Bundeswehr, verpflichtete sich dort 1999 für zwölf Jahre als Soldat auf Zeit und absolvierte von 2008 bis 2010 eine Ausbildung im mittleren nichttechnischen Verwaltungsdienst. 2010 nahm er eine Tätigkeit als Verwaltungsbeamter des Bundes im Geschäftsbereich des Bundesministeriums der Verteidigung auf.

## Politik
Zur Landtagswahl 2016 kandidierte Kunz im Wahlkreis Mutterstadt zunächst erfolglos für den Landtag. Bei der Landtagswahl 2021 trat er im Wahlkreis Speyer an. Er zog über Listenplatz 4 der Landesliste der Freien Wähler in den Landtag ein.